# Jeff Danziger
Pour les articles homonymes, voir Danziger.
Jeff Danziger, né le 14 novembre 1943 à New York, est un dessinateur de presse et caricaturiste américain.
Il a reçu en 2006 le prix Herblock pour ses dessins publiés dans Rutland Herald.